# Torsbo
Torsbo is een plaats in de gemeente Ulricehamn in het landschap Västergötland en de provincie Västra Götalands län in Zweden. De plaats heeft 87 inwoners (2005) en een oppervlakte van 13 hectare.